# Notizie del giorno
Notizie del giorno (dosl. »Vijesti dana«) prve su poznate novine objavljene u Rijeci. Prvi je broj objavljen 8. rujna 1813. godine, a vjeruje se da je zadnji izašao u listopadu 1814. godine. Prvi je broj jedini u cijelosti sačuvan, u arhivu društva Societa' di studi fiumani u Rimu, a izašao je samo dva tjedna nakon što je Rijeku zauzeo austrijski general Laval Nugent.
Novine su tiskane u tiskari braće Karletzky, a izlazile su utorkom, četvrtkom i subotom, s posebnim brojevima u slučaju izvanrednih novosti. Izgledom i oblikom podsjećale su na bilten – sastojale su se od dva lista i donosile vijesti s europskih bojišta o napoleonskim ratovima te informacije vezane uz Rijeku, Zagreb, Berlin i Podgrad. Notizie del giorno ugašene su nakon jedne godine izlaženja.